# Jeremiah O'Connor
Jeremiah O'Connor (Dublín, 10 de abril de 1841-Nueva York, 27 de febrero de 1891) fue un sacerdote católico y jesuita estadounidense que se desempeñó como presidente del Boston College de 1880 a 1884. Nacido en Dublín, emigró a los Estados Unidos cuando era niño y finalmente estudió en la Universidad de San José. Entró en la Compañía de Jesús en 1860. En sus últimos años, desempeñó funciones parroquiales en la ciudad de Nueva York.

## Primeros años de vida
Jeremiah O'Connor nació el 10 de abril de 1841 en Dublín, en el Reino Unido de Gran Bretaña e Irlanda. Su padre murió aproximadamente un mes antes de su nacimiento. Emigró con su madre a los Estados Unidos cuando era niño, instalándose en Filadelfia, Pensilvania. Asistió a una escuela secundaria pública y luego se matriculó en la Universidad de San José.
El 30 de julio de 1860, O'Connor ingresó a la Compañía de Jesús, y procedió al noviciado jesuita en Frederick, Maryland. Comenzó su regencia en la Universidad Loyola Maryland en 1863 y se transfirió a Woodstock College tras la apertura de la escuela en septiembre de 1869. En 1874, O'Connor fue ordenado sacerdote.

## Boston College
En 1876, después de completar sus estudios y tercera probación, O'Connor fue al Boston College, donde enseñó retórica. En 1878, también se convirtió en párroco asistente en la Iglesia de la Inmaculada Concepción en el South End de Boston. Se hizo conocido como un predicador hábil.
El superior provincial nombró inesperadamente a O'Connor para reemplazar a Robert J. Fulton como presidente del Boston College el 11 de enero de 1880. Durante su presidencia, O'Connor también fue pastor de la Iglesia de la Inmaculada Concepción. O'Connor profesó su cuarto voto el 15 de agosto de 1880. Durante su presidencia, la revista escolar, The Stylus, se publicó por primera vez en 1883. Ese año se crea la asociación atlética del colegio, que organiza los primeros equipos deportivos. El béisbol fue el primer equipo en jugar, seguido por un equipo de atletismo. El 31 de julio de 1884, O'Connor fue sucedido como presidente por Edward V. Boursaud.

## Últimos años
En 1884, O'Connor se convirtió en operarius en Iglesia de San Francisco Javier en Manhattan, Nueva York. En el verano de 1888, fue nombrado pastor de la Iglesia de San Lorenzo O'Toole (más tarde conocida como la Iglesia de San Ignacio de Loyola). O'Connor murió allí el 27 de febrero de 1891.

### Citas
1. ↑  Woodstock Letters, 1892, p. 117.
2. 1 2  Woodstock Letters, 1892, p. 118.
3. 1 2  Mendizàbal, 1972, p. 134.
4. 1 2 3  Woodstock Letters, 1892, p. 119.
5. 1 2  Donovan, Dunigan y FitzGerald, 1990, p. 78.
6. 1 2  Donovan, Dunigan y FitzGerald, 1990, p. 83.
7. ↑  Lapomarda, 1977, p. 211.
8. ↑  Devitt, 1935, p. 409.
9. ↑  Donovan, Dunigan y FitzGerald, 1990, p. 86.
10. ↑  Gramatowski, 2013, p. 20.